# Saint-Laurent-de-Carnols
Pour les articles homonymes, voir Saint-Laurent.
Saint-Laurent-de-Carnols est une commune française située dans le nord-est du département du Gard, en région Occitanie.
Exposée à un climat méditerranéen, elle est drainée par la Cèze, le ruisseau de Rodières et par divers autres petits cours d'eau. La commune possède un patrimoine naturel remarquable : un site Natura 2000 (la « forêt de Valbonne ») et quatre zones naturelles d'intérêt écologique, faunistique et floristique.
Saint-Laurent-de-Carnols est une commune rurale qui compte 535 habitants en 2022, après avoir connu une forte hausse de la population depuis 1962.  Elle fait partie de l'aire d'attraction de Bagnols-sur-Cèze. Ses habitants sont appelés les Saint-Laurentais ou  Saint-Laurentaises.

## Géographie
Commune située sur la rive droite du Rhône, dans la vallée de la Cèze.

### Climat
Pour des articles plus généraux, voir Climat de l'Occitanie et Climat du Gard.
En 2010, le climat de la commune est de type climat méditerranéen altéré, selon une étude s'appuyant sur une série de données couvrant la période 1971-2000. En 2020, Météo-France publie une typologie des climats de la France métropolitaine dans laquelle la commune est exposée à un climat méditerranéen et est dans la région climatique Provence, Languedoc-Roussillon, caractérisée par une pluviométrie faible en été, un très bon ensoleillement (2 600 h/an), un été chaud (21,5 °C), un air très sec en été, sec en toutes saisons, des vents forts (fréquence de 40 à 50 % de vents > 5 m/s) et peu de brouillards.
Pour la période 1971-2000, la température annuelle moyenne est de 13,3 °C, avec une amplitude thermique annuelle de 17,8 °C. Le cumul annuel moyen de précipitations est de 862 mm, avec 6,3 jours de précipitations en janvier et 3,3 jours en juillet. Pour la période 1991-2020, la température moyenne annuelle observée sur la station météorologique la plus proche, située sur la commune de Montclus à 10 km à vol d'oiseau, est de 13,7 °C et le cumul annuel moyen de précipitations est de 951,2 mm,. Pour l'avenir, les paramètres climatiques de la commune estimés pour 2050 selon différents scénarios d’émission de gaz à effet de serre sont consultables sur un site dédié publié par Météo-France en novembre 2022.

### Milieux naturels et biodiversité

#### Réseau Natura 2000

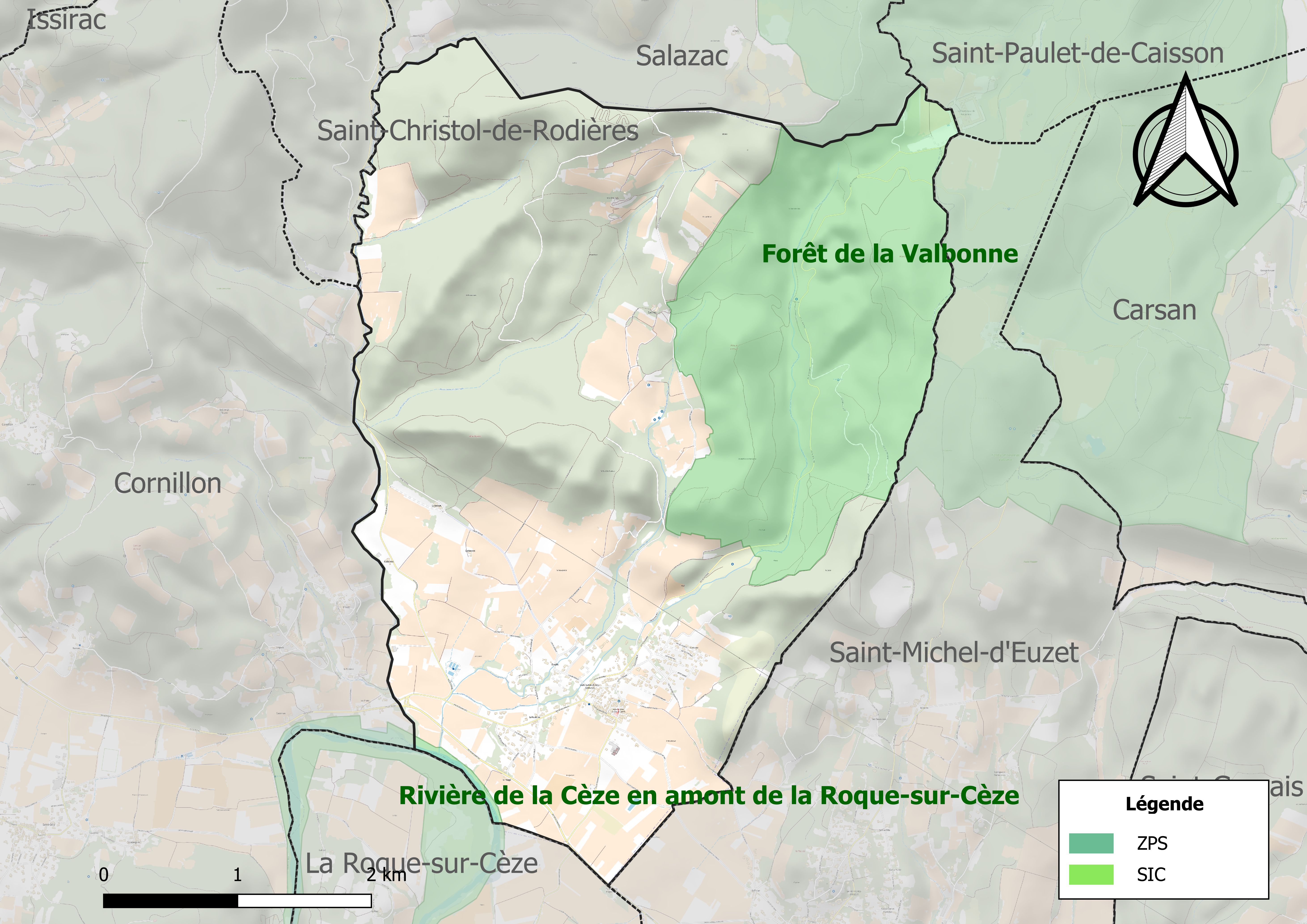
Site Natura 2000 sur le territoire communal.

Le réseau Natura 2000 est un réseau écologique européen de sites naturels d'intérêt écologique élaboré à partir des directives habitats et oiseaux, constitué de zones spéciales de conservation (ZSC) et de zones de protection spéciale (ZPS).
Un site Natura 2000 a été défini sur la commune au titre de la directive habitats : la « forêt de Valbonne », d'une superficie de 5 052 ha, un milieu boisé avec des formations forestières remarquables. On y recense plus d'une dizaine d'espèces d'orchidées, de nombreux reptiles et amphibiens, oiseaux etc., ainsi qu'une végétation très diversifiée.

#### Zones naturelles d'intérêt écologique, faunistique et floristique
L’inventaire des zones naturelles d'intérêt écologique, faunistique et floristique (ZNIEFF) a pour objectif de réaliser une couverture des zones les plus intéressantes sur le plan écologique, essentiellement dans la perspective d’améliorer la connaissance du patrimoine naturel national et de fournir aux différents décideurs un outil d’aide à la prise en compte de l’environnement dans l’aménagement du territoire.
Deux ZNIEFF de type 1 sont recensées sur la commune :
la « forêt de la Valbonne » (1 077 ha), couvrant 5 communes du département, et 
la « rivière de la Cèze en amont de la Roque-sur-Cèze » (96 ha), couvrant 5 communes du département
et deux ZNIEFF de type 2, : 
- le « massif du Bagnolais » (7 716 ha), couvrant 18 communes du département[13] ;
- la « vallée aval de la Cèze » (532 ha), couvrant 14 communes du département[14].

Carte des ZNIEFF de type 1 et 2 à Saint-Laurent-de-Carnols.
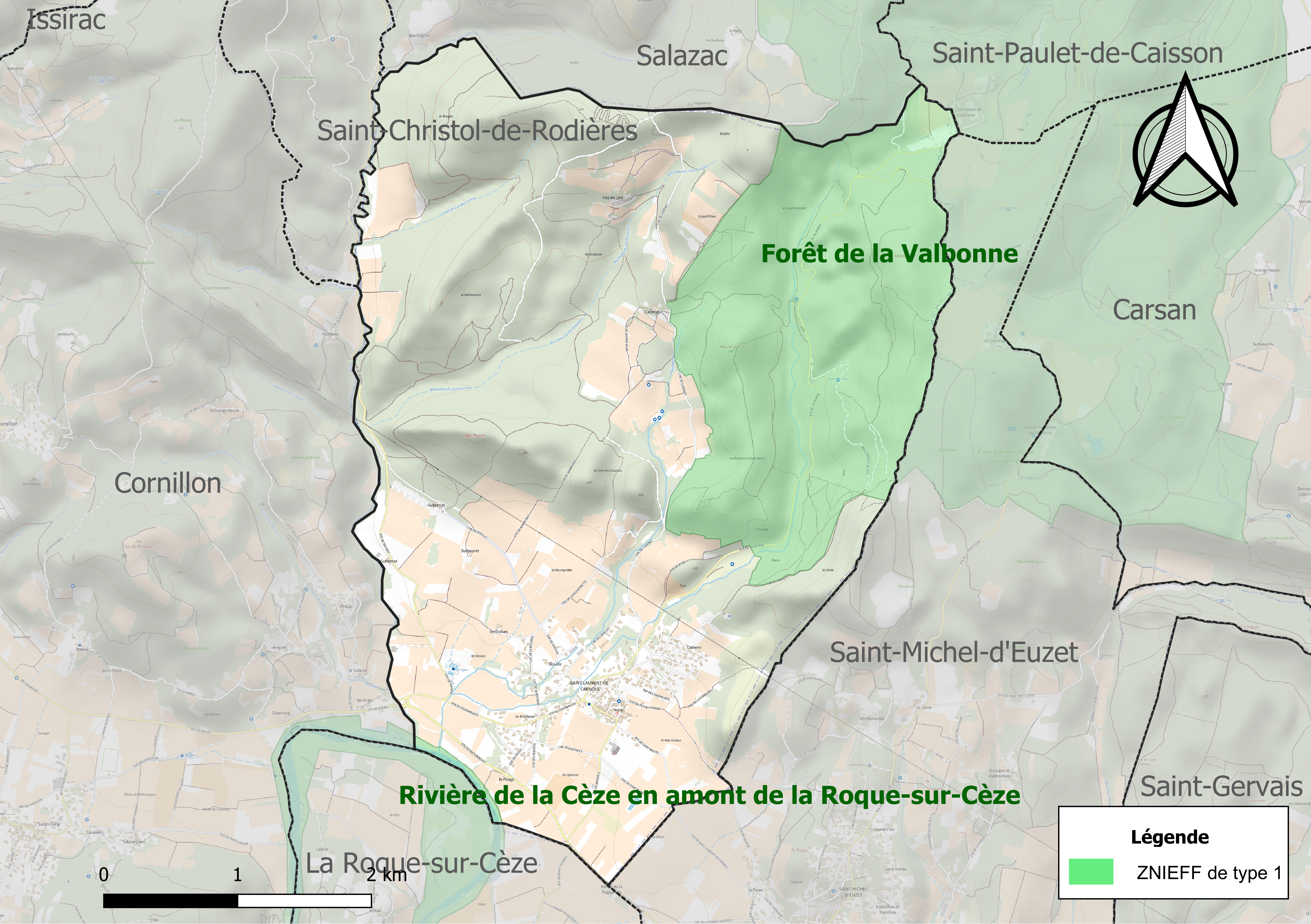
Carte des ZNIEFF de type 1 sur la commune.
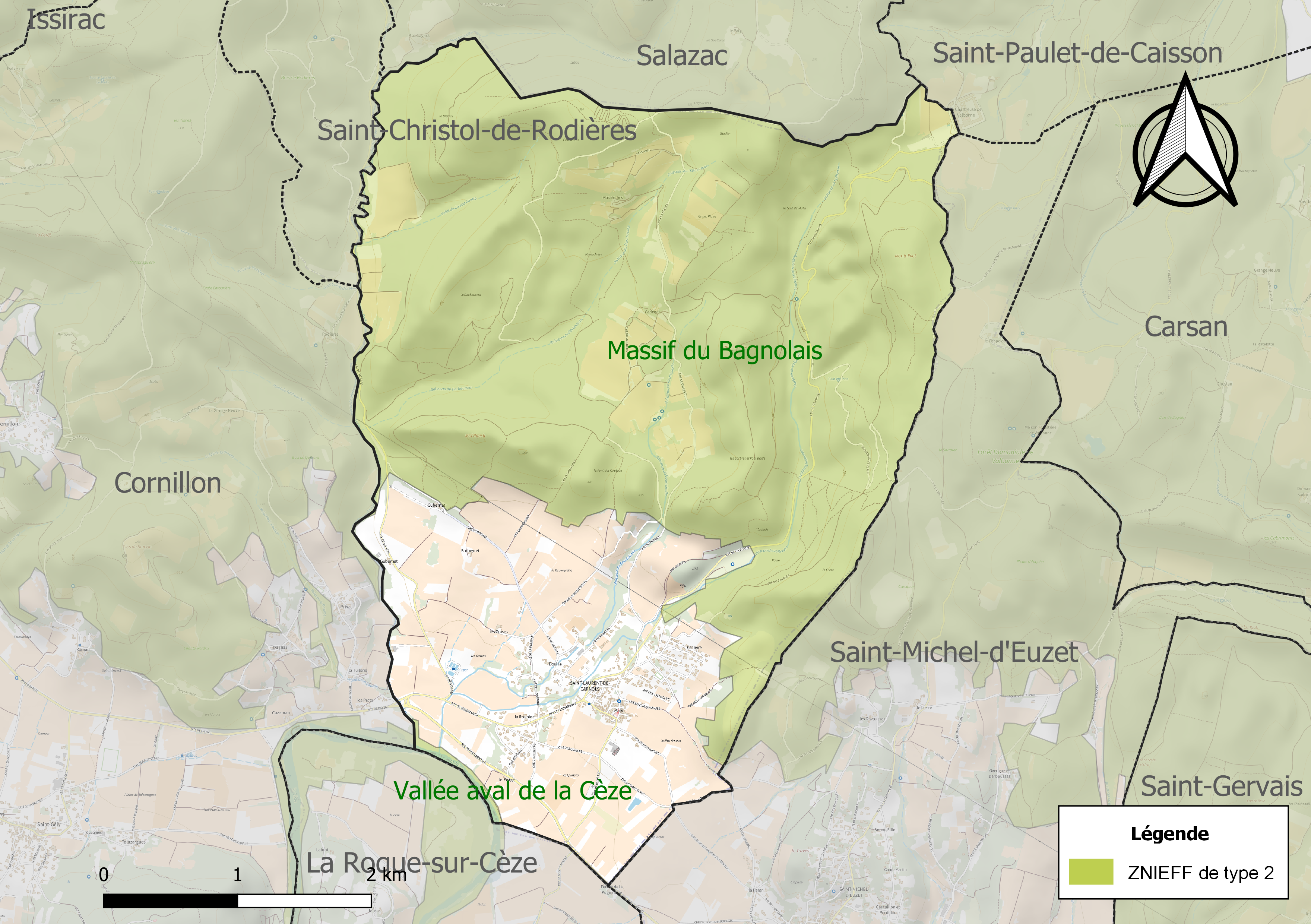
Carte des ZNIEFF de type 2 sur la commune.

## Urbanisme

### Typologie
Au 1er janvier 2024, Saint-Laurent-de-Carnols est catégorisée bourg rural, selon la nouvelle grille communale de densité à sept niveaux définie par l'Insee en 2022.
Elle est située hors unité urbaine. Par ailleurs la commune fait partie de l'aire d'attraction de Bagnols-sur-Cèze, dont elle est une commune de la couronne,. Cette aire, qui regroupe 30 communes, est catégorisée dans les aires de moins de 50 000 habitants,.

### Occupation des sols
L'occupation des sols de la commune, telle qu'elle ressort de la base de données européenne d’occupation biophysique des sols Corine Land Cover (CLC), est marquée par l'importance des forêts et milieux semi-naturels (62,9 % en 2018), en diminution par rapport à 1990 (65,5 %). La répartition détaillée en 2018 est la suivante : 
forêts (62,9 %), cultures permanentes (30 %), zones urbanisées (4,7 %), zones agricoles hétérogènes (2,4 %). L'évolution de l’occupation des sols de la commune et de ses infrastructures peut être observée sur les différentes représentations cartographiques du territoire : la carte de Cassini (XVIIIe siècle), la carte d'état-major (1820-1866) et les cartes ou photos aériennes de l'IGN pour la période actuelle (1950 à aujourd'hui).

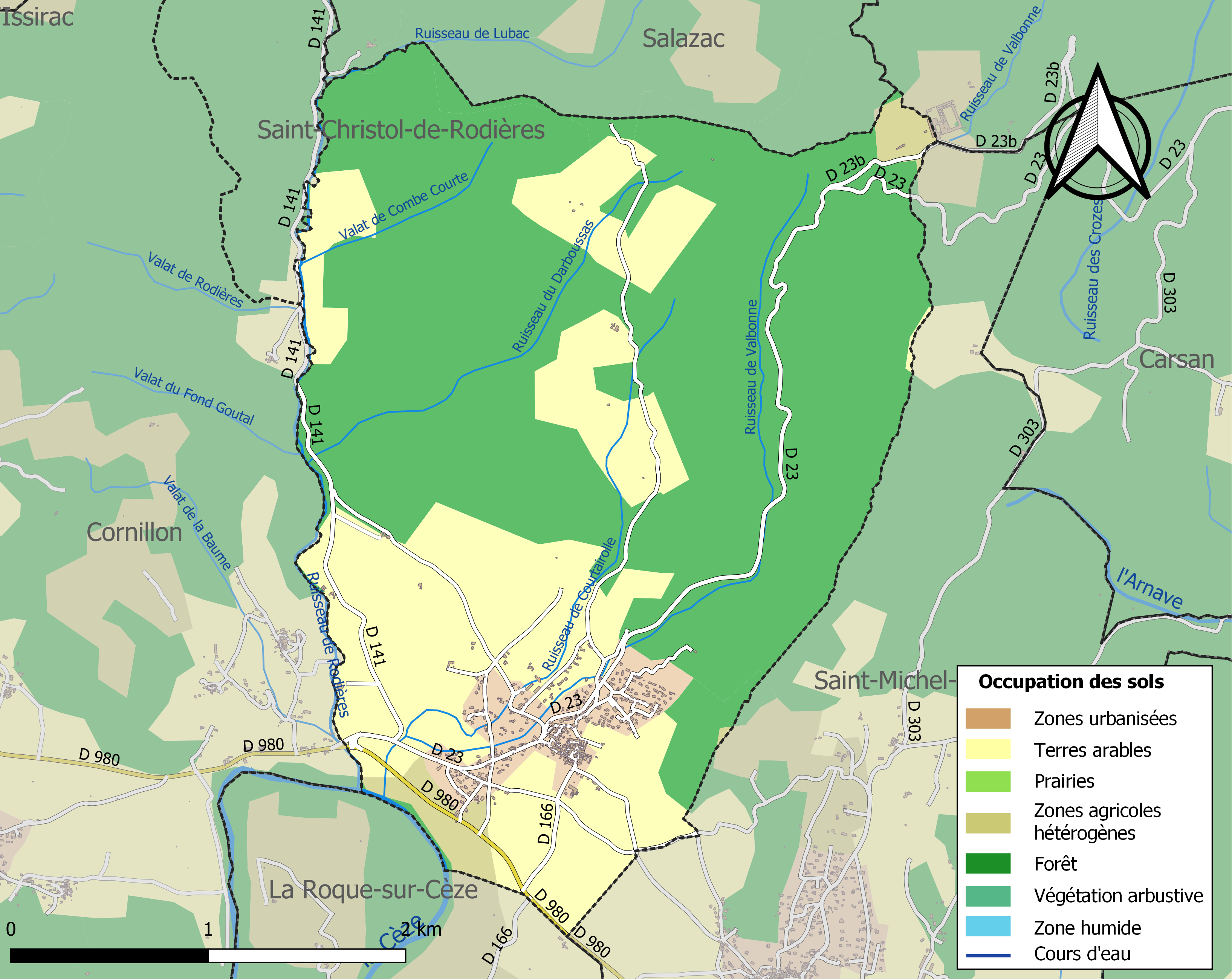
Carte des infrastructures et de l'occupation des sols de la commune en 2018 (CLC).

### Risques majeurs
Le territoire de la commune de Saint-Laurent-de-Carnols est vulnérable à différents aléas naturels : météorologiques (tempête, orage, neige, grand froid, canicule ou sécheresse), inondations, feux de forêts et séisme (sismicité modérée). Il est également exposé à deux risques technologiques, la rupture d'un barrage et le risque nucléaire, et à un risque particulier : le risque de radon. Un site publié par le BRGM permet d'évaluer simplement et rapidement les risques d'un bien localisé soit par son adresse soit par le numéro de sa parcelle.

#### Risques naturels
Certaines parties du territoire communal sont susceptibles d’être affectées par le risque d’inondation par débordement de cours d'eau et par une crue torrentielle ou à montée rapide de cours d'eau, notamment la Cèze. La commune a été reconnue en état de catastrophe naturelle au titre des dommages causés par les inondations et coulées de boue survenues en 1982, 1998 et 2002,.

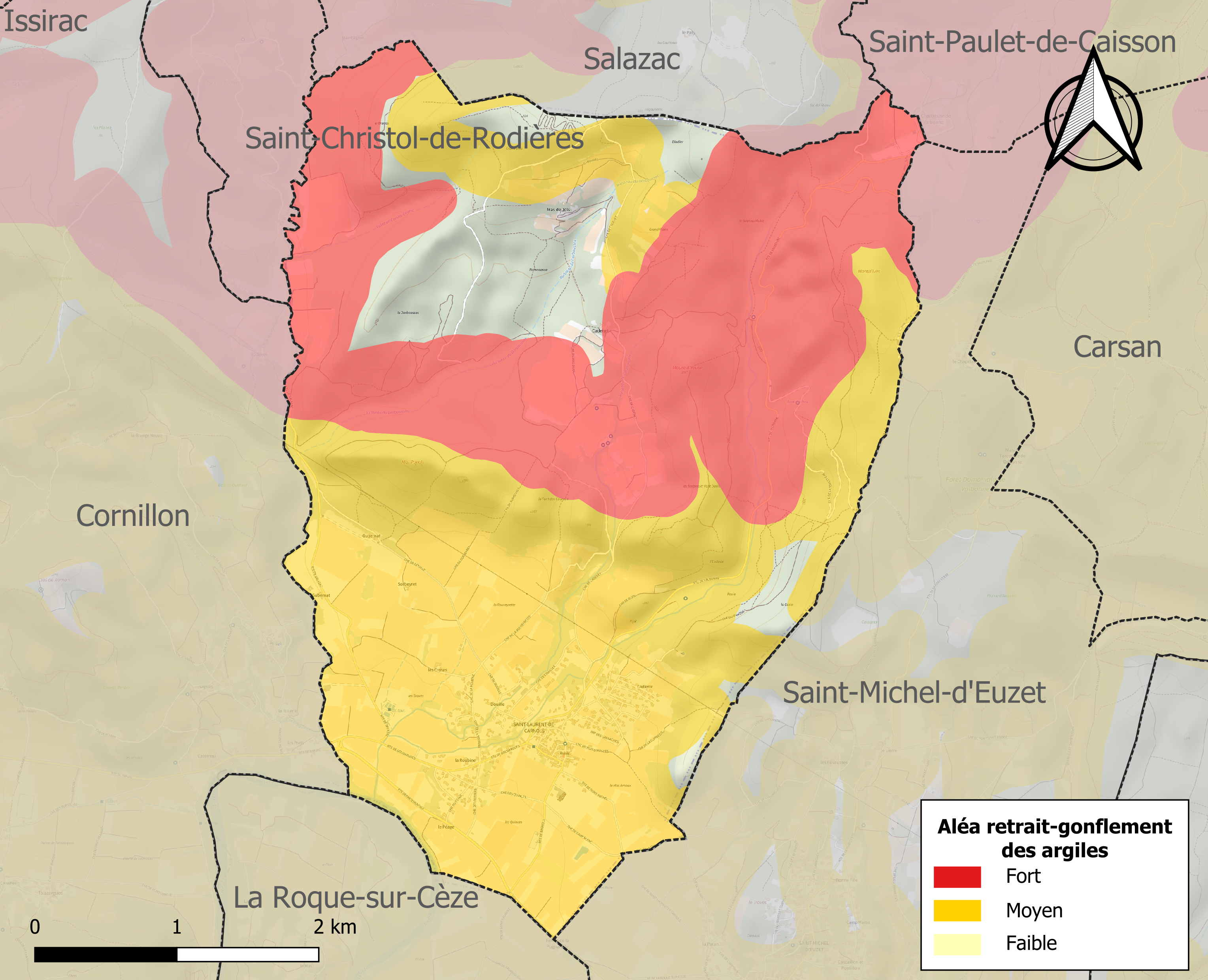
Carte des zones d'aléa retrait-gonflement des sols argileux de Saint-Laurent-de-Carnols.

Le retrait-gonflement des sols argileux est susceptible d'engendrer des dommages importants aux bâtiments en cas d’alternance de périodes de sécheresse et de pluie. 88,9 % de la superficie communale est en aléa moyen ou fort (67,5 % au niveau départemental et 48,5 % au niveau national). Sur les 267 bâtiments dénombrés sur la commune en 2019, 265 sont en aléa moyen ou fort, soit 99 %, à comparer aux 90 % au niveau départemental et 54 % au niveau national. Une cartographie de l'exposition du territoire national au retrait gonflement des sols argileux est disponible sur le site du BRGM,.
Par ailleurs, afin de mieux appréhender le risque d’affaissement de terrain, l'inventaire national des cavités souterraines permet de localiser celles situées sur la commune.

#### Risques technologiques
La commune est en outre située en aval du barrage de Sénéchas, un ouvrage de classe A doté d'un PPI. À ce titre elle est susceptible d’être touchée par l’onde de submersion consécutive à la rupture de cet ouvrage.
En cas d’accident grave, certaines installations nucléaires sont susceptibles de rejeter dans l’atmosphère de l’iode radioactif. La commune étant située dans le périmètre de sûreté autour de la centrale nucléaire du Tricastin, elle est exposée au risque nucléaire. À ce titre les habitants de la commune ont bénéficié, à titre préventif, d'une distribution de comprimés d’iode stable dont l’ingestion avant rejet radioactif permet de pallier les effets sur la thyroïde d’une exposition à de l’iode radioactif. En cas d'incident ou d'accident nucléaire, lors du déclenchement du signal d’alerte, les habitants concernés doivent se confiner (obstruer toutes les entrées d’air - portes, fenêtres, aérations, cheminées -, arrêter la ventilation), se mettre à l’écoute de la radio, s’éloigner des portes et fenêtres, ne pas fumer, ne pas téléphoner, ne pas chercher à rejoindre les membres de sa famille (ils sont eux aussi protégés), ne sortir qu’en fin d’alerte ou sur ordre d’évacuation.

#### Risque particulier
Dans plusieurs parties du territoire national, le radon, accumulé dans certains logements ou autres locaux, peut constituer une source significative d’exposition de la population aux rayonnements ionisants. Certaines communes du département sont concernées par le risque radon à un niveau plus ou moins élevé. Selon la classification de 2018, la commune de Saint-Laurent-de-Carnols est classée en zone 2, à savoir zone à potentiel radon faible mais sur lesquelles des facteurs géologiques particuliers peuvent faciliter le transfert du radon vers les bâtiments.

## Histoire
Au cours de la Révolution française, la commune porte provisoirement le nom de Carnols.

## Héraldique
| Blason de Saint-Laurent-de-Carnols | Blason  | D'or à la bande losangée d'argent et d'azur.     |
| Blason de Saint-Laurent-de-Carnols | Détails | Le statut officiel du blason reste à déterminer. |

## Politique et administration
| Période              | Identité           | Parti  | Qualité               |
| -------------------- | ------------------ | ------ | --------------------- |
| mars 2001 - en cours | Guy Aubanel        | PRG    | Cadre                 |
| 1977 - 2001          | Georges Ribot      | UDF-PR | Cadre technique à EDF |
| 1971                 | Jean Maurin        |        |                       |
| 1965                 | Emile Courtin      |        |                       |
| 1959                 | Jean Maurin        |        |                       |
| 1953                 | Emile Courtin      |        |                       |
| 1947                 | Louis Mercier      |        |                       |
| 1945                 | François Vallat    |        |                       |
| août 1944            | Alphonse Estournel |        |                       |

## Démographie
L'évolution du nombre d'habitants est connue à travers les recensements de la population effectués dans la commune depuis 1793. Pour les communes de moins de 10 000 habitants, une enquête de recensement portant sur toute la population est réalisée tous les cinq ans, les populations de référence des années intermédiaires étant quant à elles estimées par interpolation ou extrapolation. Pour la commune, le premier recensement exhaustif entrant dans le cadre du nouveau dispositif a été réalisé en 2007.

En 2022, la commune comptait 535 habitants, en évolution de +10,31 % par rapport à 2016 (Gard : +2,97 %, France hors Mayotte : +2,11 %).
| 1793 | 1800 | 1806 | 1821 | 1831 | 1836 | 1841 | 1846 | 1851 |
| ---- | ---- | ---- | ---- | ---- | ---- | ---- | ---- | ---- |
| 325  | 298  | 358  | 363  | 396  | 397  | 385  | 380  | 397  |

| 1856 | 1861 | 1866 | 1872 | 1876 | 1881 | 1886 | 1891 | 1896 |
| ---- | ---- | ---- | ---- | ---- | ---- | ---- | ---- | ---- |
| 416  | 415  | 389  | 397  | 380  | 337  | 348  | 355  | 317  |

| 1901 | 1906 | 1911 | 1921 | 1926 | 1931 | 1936 | 1946 | 1954 |
| ---- | ---- | ---- | ---- | ---- | ---- | ---- | ---- | ---- |
| 342  | 285  | 287  | 275  | 251  | 290  | 239  | 200  | 194  |

| 1962 | 1968 | 1975 | 1982 | 1990 | 1999 | 2006 | 2007 | 2012 |
| ---- | ---- | ---- | ---- | ---- | ---- | ---- | ---- | ---- |
| 174  | 189  | 189  | 203  | 279  | 403  | 444  | 450  | 469  |

| 2017 | 2022 | - | - | - | - | - | - | - |
| ---- | ---- | - | - | - | - | - | - | - |
| 496  | 535  | - | - | - | - | - | - | - |

## Économie

### Revenus
En 2018  (données Insee publiées en septembre 2021), la commune compte 220 ménages fiscaux, regroupant 506 personnes. La médiane du revenu disponible par unité de consommation est de 23 060 € (20 020 € dans le département).

### Emploi
|                | 2008   | 2013  | 2018  |
| -------------- | ------ | ----- | ----- |
| Commune        | 4,7 %  | 6,7 % | 8,7 % |
| Département    | 10,6 % | 12 %  | 12 %  |
| France entière | 8,3 %  | 10 %  | 10 %  |

En 2018, la population âgée de 15 à 64 ans s'élève à 324 personnes, parmi lesquelles on compte 73,8 % d'actifs (65,1 % ayant un emploi et 8,7 % de chômeurs) et 26,2 % d'inactifs,. Depuis 2008, le taux de chômage communal (au sens du recensement) des 15-64 ans est inférieur à celui de la France et du département.
La commune fait partie de la couronne de l'aire d'attraction de Bagnols-sur-Cèze, du fait qu'au moins 15 % des actifs travaillent dans le pôle,. Elle compte 45 emplois en 2018, contre 60 en 2013 et 71 en 2008. Le nombre d'actifs ayant un emploi résidant dans la commune est de 214, soit un indicateur de concentration d'emploi de 21,2 % et un taux d'activité parmi les 15 ans ou plus de 58,7 %.
Sur ces 214 actifs de 15 ans ou plus ayant un emploi, 36 travaillent dans la commune, soit 17 % des habitants. Pour se rendre au travail, 88,7 % des habitants utilisent un véhicule personnel ou de fonction à quatre roues, 1,4 % les transports en commun, 1,9 % s'y rendent en deux-roues, à vélo ou à pied et 8 % n'ont pas besoin de transport (travail au domicile).

### Activités hors agriculture

#### Secteurs d'activités
27 établissements sont implantés  à Saint-Laurent-de-Carnols au 31 décembre 2019. Le tableau ci-dessous en détaille le nombre par secteur d'activité et compare les ratios avec ceux du département,.
Le secteur du commerce de gros et de détail, des transports, de l'hébergement et de la restauration est prépondérant sur la commune puisqu'il représente 25,9 % du nombre total d'établissements de la commune (7 sur les 27 entreprises implantées  à Saint-Laurent-de-Carnols), contre 30 % au niveau départemental.

#### Entreprises et commerces
L'entreprise ayant son siège social sur le territoire communal qui génère le plus de chiffre d'affaires en 2020 est : 
- M F Diffusion, commerce de gros (commerce interentreprises) de matériel électrique (4 015 k€)

### Agriculture
Le nombre d'exploitations agricoles en activité et ayant leur siège dans la commune est de 18 lors du recensement agricole de 2020 et la surface agricole utilisée de 394 ha,.

## Culture locale et patrimoine

### Lieux et monuments
- Église Saint-Pierre de Saint-Laurent-de-Carnols.